# Louise Pearce
Louise Pearce (5 de marzo de 1885 -  10 de agosto de 1959) fue una patóloga americana de la Universidad Rockefeller  que ayudó a desarrollar un tratamiento para la enfermedad del sueño (trypanosomiasis). La enfermedad del sueño fue una epidemia mortal que entre 1900 y 1906, devastó grandes zonas de África, matando a dos tercios de la población del protectorado de Uganda.  Para su tratamiento, Pearce trabajó en el desarrollo y ensayo de medicamentos basados en el arsénico con los farmacéuticos Walter Abraham Jacobs y Michael Heidelberger y con el patólogo Wade Hampton Brown. En 1920, Pearce viajó al Congo Belga donde diseñó y llevó a cabo un protocolo de pruebas de medicamentos enfocados a ensayos en humanos para  determinar la seguridad, la eficacia y la dosis óptima de la triparsamida.  Demostró que el medicamento lograba buenos resultados en la lucha contra la epidemia, reduciendo la mortalidad en el 80% de los casos.
Por su investigación sobre la enfermedad del sueño, Pearce recibió la Orden de la Corona de Bélgica en 1920 o 1921. En 1953, Bélgica le otorgó una nueva distinción, nombrándola junto a sus compañeros de trabajo, como oficiales de la Orden Real del León.
Pearce también desarrolló con éxito protocolos de tratamiento para aplicar la triparsamida a la sífilis. Pasó gran parte de su carrera estudiando tipos de cáncer en animales.

## Infancia y juventud
Era la hija mayor de Susan Elizabeth Hoyt y Charles Ellis Pearce. Tenía un hermano menor, Robert. La familia se mudó a California, donde asistió a la Girls Collegiate School de Los Ángeles.

## Educación y formación
Pearce recibió el título de Bachiller universitario en letras en fisiología e histología de la  Universidad de Stanford  en 1907. Fue miembro de Pi Beta Phi. Asistió a la Universidad de Boston de 1907 a 1909, y fue admitida en la Escuela de Medicina de la Universidad Johns Hopkins en 1907, con un nivel avanzado. En 1912, obtuvo su doctorado en medicina en la Universidad Johns Hopkins, graduándose como tercera de su promoción. Trabajó durante un año en la Clínica Psiquiátrica Phipps. Fue recomendada por el Dr. William H. Welch, del Hospital Johns Hopkins, como "una médica patóloga prometedora."

## Universidad Rockefeller
En 1913, Pearce fue la primera mujer en ocupar un puesto de investigación en la Universidad Rockefeller. Trabajó como asistente del Dr. Simon Flexner, el director del Instituto. Pearce permaneció en esta universidad el resto de su carrera, desde 1913 a 1951. Fue ascendida a asociada en 1923. Trabajó estrechamente con el patólogo Dr. Wade Hampton Brown. Aunque pasó de asistente a asociada, nunca llegó a ser nombrada miembro de pleno derecho del instituto.

## La enfermedad del sueño
La enfermedad del sueño era una epidemia devastadora que había despoblado zonas enteras de África.
Los síntomas de la enfermedad comienzan de forma muy tímida, siendo un ligero cambio en la actitud mental del paciente lo primero que notan sus familiares. Más tarde, aparece una reticencia a la actividad laboral, con tendencia a sentarse y descansar más de lo habitual, y en este momento se pueden quejar de dolores de cabeza y otros dolores pasajeros, especialmente dolores en la parte superior del tórax, El aspecto facial también cambia, y un negro que antes se veía feliz e inteligente, se vuelve aburrido, pesado y apático. Una vez que estos cambios han aparecido, la enfermedad puede tener un curso agudo o más o menos crónico, progresando hacia a su destino letal. La temperatura - un punto muy importante - se eleva, subiendo por las tardes a 101° o 102 °F. bajando a valores inferiores a los normales por las mañanas, el rango se extiende a menudo por encima de los cuatro grados o más, y el pulso se acelera, variando de 90 a 130 latidos por minuto. Estos dos síntomas son de gran importancia diagnóstica para el reconocimiento precoz de la enfermedad. La somnolencia va aumentando gradualmente hasta llegar al coma, del que los pacientes pueden llegar a despertarse con dificultad; la temperatura cae a niveles inferiores a los normales, en raros casos aparecen ataques convulsivos y el paciente muere en un estado completo de coma. Este es el curso común de un caso agudo ordinario de la enfermedad, los diferentes cambios tardan alrededor de un mes o seis semanas en completarse.

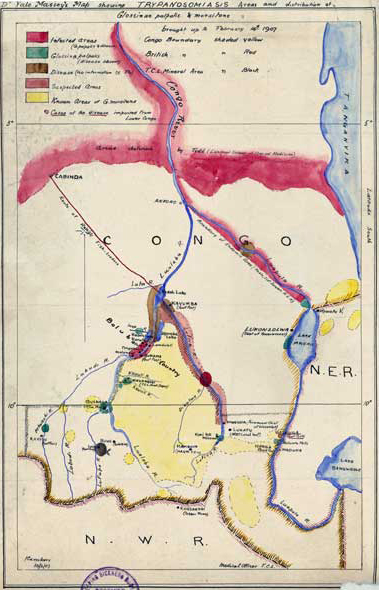
El mapa que muestra la evolución de la trypanosomiasis en el Congo Belga, Dr. Yale Massey, 1907

En 1903, los investigadores determinaron que la enfermedad del sueño era causada por un tripanosoma, un parásito que vivía y se multiplicaba de forma extracelular en la sangre y las secreciones tisulares de sus huéspedes humanos. Los investigadores también sabían que los tripanosomas eran transmitidos por una especie de mosca tsetse. Sugirieron que las preparaciones de arsénico podrían ser útiles para tratar la enfermedad, pero en aquel momento todavía no había sido encontrado un tratamiento eficaz.
En la Universidad Rockefeller, Simon Flexner organizó un equipo para probar los compuestos de arsénico. Basándose en el trabajo de Paul Ehrlich en Alemania, el fármaco derivado del arsénico llamado Salvarsan para el tratamiento para sífilis, el químico Walter A. Jacobs y el inmunólogo Michael Heidelberger sintetizaron 243 posibles arsenicales, diversos grupos de metilo, amidas y cadenas laterales complejas.  Pearce y Brown estudiaron prototipos animales de la enfermedad en ratas, ratones y conejos, para comprender mejor el curso de la enfermedad, y probaron todos los tratamientos potenciales para evaluar inicialmente la eficacia. En ratones y ratas, los parásitos tendían a permanecer en el torrente sanguíneo, mientras que en conejos invadían el sistema nervioso central, un modelo más comparable a lo que sucedía en los humanos. La más fructífera de las posibilidades fue la triparsamida, un derivado del atoxil, en la que un grupo carboxilo se convirtió en una amida para reducir la toxicidad del fármaco. Anunciaron los resultados favorables en la Revista de Medicina Experimental, en 1919.
La Universidad Rockefeller envió a Pearce a Kinsasa, en el Congo Belga, en el año 1920 para probar la triparsamida, "confiando en su enérgica personalidad para llevar a cabo una tarea nada fácil para una mujer médico y no exenta de peligros".  Allí trabajó en un hospital y laboratorio locales diseñando y llevando a cabo un protocolo de pruebas de fármacos para ensayos en humanos con el fin de establecer la seguridad, efectividad y dosis óptima de la triparsamida. Casi todos los casos tempranos de la enfermedad, anteriormente mortal, fueron tratados con éxito, y la mayoría de los pacientes, incluso en las últimas etapas de la enfermedad del sueño, pudieron salvarse. Los ensayos en seres humanos también revelaron que un efecto secundario de otros compuestos arsenicales, el daño al nervio óptico y la pérdida de la visión, podían ser consecuencia de dosis altas o repetidas de triparsamida.
La triparsamida se convirtió en el medicamento de elección para la quimioterapia de la enfermedad del sueño durante varias décadas. El compuesto era capaz de entrar en el sistema nervioso central, convirtiéndose en la primera sustancia que se utilizó para tratar la enfermedad del sueño en una etapa posterior. Era fácil de suministrar, actuaba rápidamente y curó a más del 80% de los pacientes. Investigaciones posteriores mostrarían que era más efectivo en una variante de la enfermedad, Trypanosoma brucei gambiense y menos en Trypanosoma brucei rhodesiense.
Por sus investigaciones, Pearce recibió la Orden de la Corona de Bélgica (1920 o 1921), y en 1953, el  Premio Rey Leopoldo II de 10,000 dólares y la Orden Real del León. Sus compañeros de trabajo también fueron honrados por sus contribuciones.  Fue también elegida como miembro de la Sociedad belga de Medicina Tropical y asistió a los encuentros europeos desde 1921 a 1939.

## Sífilis
Brown y Pearce estudiaron de forma sistemática la sífilis en los conejos, durante un período de unos 6 años. Sus exhaustivas investigaciones ampliaron la comprensión de la enfermedad, que seguía un recorrido similar al de los humanos. En particular, observaron la propagación de las espiroquetas por todo el sistema linfático después de su introducción en una zona, la creación de lesiones sifilíticas en zonas alejadas del lugar de inoculación original y la reaparición de una infección latente en el interior de los ganglios linfáticos en ausencia de síntomas evidentes.
También investigaron el uso de la triparsamida como posible tratamiento para la sífilis. Aunque en general era mucho menos potente contra las espiroquetas que contra los tripanosomas, la capacidad de la triparsamida para atravesar la barrera hematoencefálica y entrar en el sistema nervioso central la convirtió en un tratamiento útil para la sífilis del cerebro y la médula espinal y la forma crónica, la paresia general. La triparsamida era un tratamiento estándar para la sífilis hasta que la penicilina la reemplazó en 1950.

## Investigación sobre el cáncer
Durante sus estudios con conejos, Pearce y Brown descubrieron el tumor epitelial maligno del escroto, el carcinoma Brown-Pearce. Estudiaron la transmisión del tumor inoculándolo a una serie de más de veinte conejos. La primera secuencia mostraba más de una o dos transferencias. Mientras la naturaleza fundamental del tumor quedaba igual, su malignidad variaba. Intentaron entender la transmisión, crecimiento y remisión de los tumores. Debido a que fue estudiado a fondo, y era replicable, el carcinoma Brown-Pearce se convirtió en un test estándar en los laboratorios de cáncer.

## Estudios longitudinales
Las observaciones de las diferencias en el desarrollo de los tumores llevaron a Brown a investigar las relaciones entre la constitución corporal (la salud básica de un organismo) y la propensión a las enfermedades. Brown estudió determinadas enfermedades y su aparición a través de generaciones en la colonia de conejos, incluyendo la sífilis y el cáncer. Cuando la viruela del conejo asoló inesperadamente la colonia en 1932, aislaron este virus. Posteriormente, entre 1933 y 1935 la enfermedad volvió a interrumpir el programa de estudio que estaba planeado, por lo que aprovecharon para examinar las reacciones inmunes y la transmisión viral.
Cada vez era más difícil mantener la investigación en las instalaciones de Nueva York, por lo que Flexner recomendó que se trasladara el proyecto a Princeton, lo que sucedió en 1935. Poco después el propio Brown enfermó de una úlcera péptica. Los colaboradores más veteranos, Pearce y Harry Greene, asumieron la dirección del programa de investigación, continuando el seguimiento del estado corporal y la susceptibilidad a varias enfermedades.
Después de que la muerte de Brown en 1942, Pearce redujo el tamaño de la muestra, estrechó el alcance de la investigación y comenzó a organizar e informar sobre la enorme cantidad de datos que se habían reunido, incluida (a modo de ejemplo, pero sin ser una lista exhaustiva) la información sobre senescencia, acondroplasia, osteopetrosis, defectos oculares, enfermedad quística, e hidrocefalia tempranas. Durante varios años, tanto antes como después de su jubilación en 1950, continuó analizando e informando sobre el extenso proyecto.

## Asociaciones profesionales
- Primer miembro de mujer del elegido de American Society for Pharmacology and Experimental Therapeutics (ASPET) 1915 (única mujer miembro hasta 1929)[17]
- Fideicomisaria, Enfermería de Nueva York para Mujeres y Niños, 1921
- Miembro asociada del Rockefeller Instituto, 1923
- Nombrada al Consejo consultivo General de la Asociación de Higiene Social americana, 1925
- Profesora visitante de sifilología en Peiping Unión Universidad Médica, China, 1931
- Miembro del Consejo de Búsqueda Nacional, 1931
- Nombrada miembro de la junta directiva de la de la Universidad Médica de las Mujeres de Filadelfia, 1941
- Directora de la Asociación de Mujeres Universitarias, 1945
- Presidenta de la Universidad Médica de la Mujer de Pensilvania, 1946-1951
- Presidenta de la Empresa de la universidad Médica de las Mujeres de Filadelfia, 1946; retirada, 1951

## Premios y honores

### Premios
- Orden de la Corona de Bélgica (1920 o 1921)[5][4]
- Rey Leopold II premio de 10,000 dólares, Bélgica (1953)[16]
- Oficial de la Orden Real del León, Bélgica (1953)
- Mención Blackwell de la Enfermería de Nueva York para Mujeres y Niños (1951), como "una fuerza imaginativa y creativa en medicina".[1]

### Grados Honoríficos
- Doctora de Ciencia, Sc. D., Wilson Universidad (1947)
- Doctora de Letras, Litt. D., Arcadia Universidad (1948)[18]
- Doctora de Ciencia, Sc. D., Bucknell Universidad (1950)
- Doctora de Ciencia Médica, LL. D., Skidmore Universidad (1950)
- Doctora de Ciencia Médica, D.M.S., Universidad Médica de la mujer de Pensilvania (1952)

## Vida personal
Durante muchos años, Pearce vivió con la doctora Sara Josephine Baker y la autora Ida A. R. Wylie. Eran miembros  de Heterodoxy, un club de discusión feminista quincenal, muchos de cuyos miembros eran lesbianas o bisexuales. A mediados de la década de 1930, después de la jubilación de Baker, las tres mujeres vivieron juntas en Trevanna Farm, Skillman, New Jersey. Tras la muerte de Baker, en 1945, Wylie y Pearce continuaron viviendo allí hasta la muerte de ambas en 1959. Su casa fue descrita como "el más encantador e interesante lugar para vivir y estudiar". Sus estanterías estaban llenas de viejas ediciones de tesoros médicos, la última literatura científica y los últimos trabajos sobre cuestiones internacionales. Tenía una maravillosa colección de tallas y porcelanas chinas."Wylie y Pearce están enterradas uno al lado de la otra en el Cementerio Henry Skillman, el cementerio familiar de Trevanna Farm".